# Smithsonian-Roosevelt African Expedition

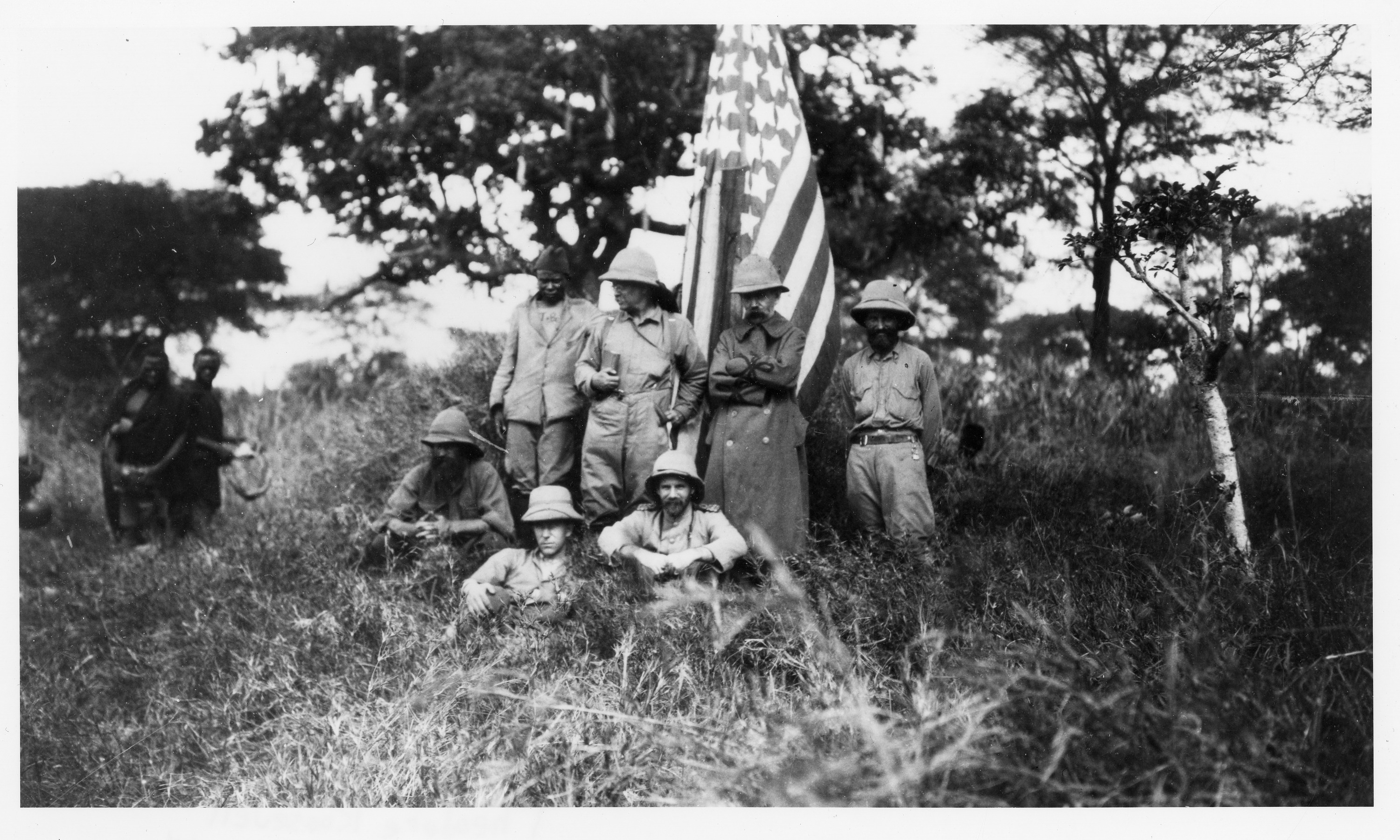
Theodore Roosevelt (links von der Flagge mit dem Kopf zur Seite) und weitere Mitglieder seiner Expedition, u. a. Kermit Roosevelt, Edgar Alexander Mearns und John Alden Loring, neben der amerikanischen Flagge

Die Smithsonian-Roosevelt African Expedition war eine Expedition von 1909 bis 1910 nach Afrika, die vom ehemaligen amerikanischen Präsidenten Theodore Roosevelt geleitet und von der Smithsonian Institution finanziert wurde. Ihr Zweck war die Sammlung von Exemplaren für das neue Naturkundemuseum des Smithsonian, das heute als National Museum of Natural History bekannt ist. Die Expedition sammelte rund 11.400 Tierexemplare, für deren Katalogisierung die Naturforscher des Smithsonian acht Jahre benötigten. Nach der Expedition berichtete Roosevelt in seinem Buch African Game Trails darüber.

## Teilnehmer und Ausrüstung
Die Gruppe wurde von dem legendären Jäger und Fährtenleser Richard John Cuninghame geführt.  Zu den Expeditionsteilnehmern gehörten der australische Scharfschütze Leslie Tarlton; drei amerikanische Naturforscher, Edgar Alexander Mearns, ein pensionierter Chirurg der US-Armee; der Präparator Edmund Heller von der Stanford University und der Säugetierforscher John Alden Loring sowie Roosevelts 19-jähriger Sohn Kermit, der von Harvard beurlaubt war. Die Expedition umfasste auch eine große Anzahl von „Trägern, Waffenträgern, Pferdejungen, Zeltleuten und Askari-Wächtern.“ Zur Ausrüstung gehörte Material zum Konservieren von Tierhäuten, darunter Boraxpulver und Baumwollwatte, und vier Tonnen Salz sowie eine Vielzahl von Werkzeugen, Waffen und anderen Ausrüstungsgegenständen, von Laternen bis zu Nähnadeln. Roosevelt brachte ein Springfield M1903 im Kaliber .30-03 und, für größeres Wild, ein Winchester-1895-Gewehr im Kaliber .405 Winchester mit. Außerdem führte er seine „Pigskin Library“ mit sich, eine Sammlung von in Schweinsleder gebundenen Klassikern, die in einem Aluminiumkoffer transportiert wurde.

## Route

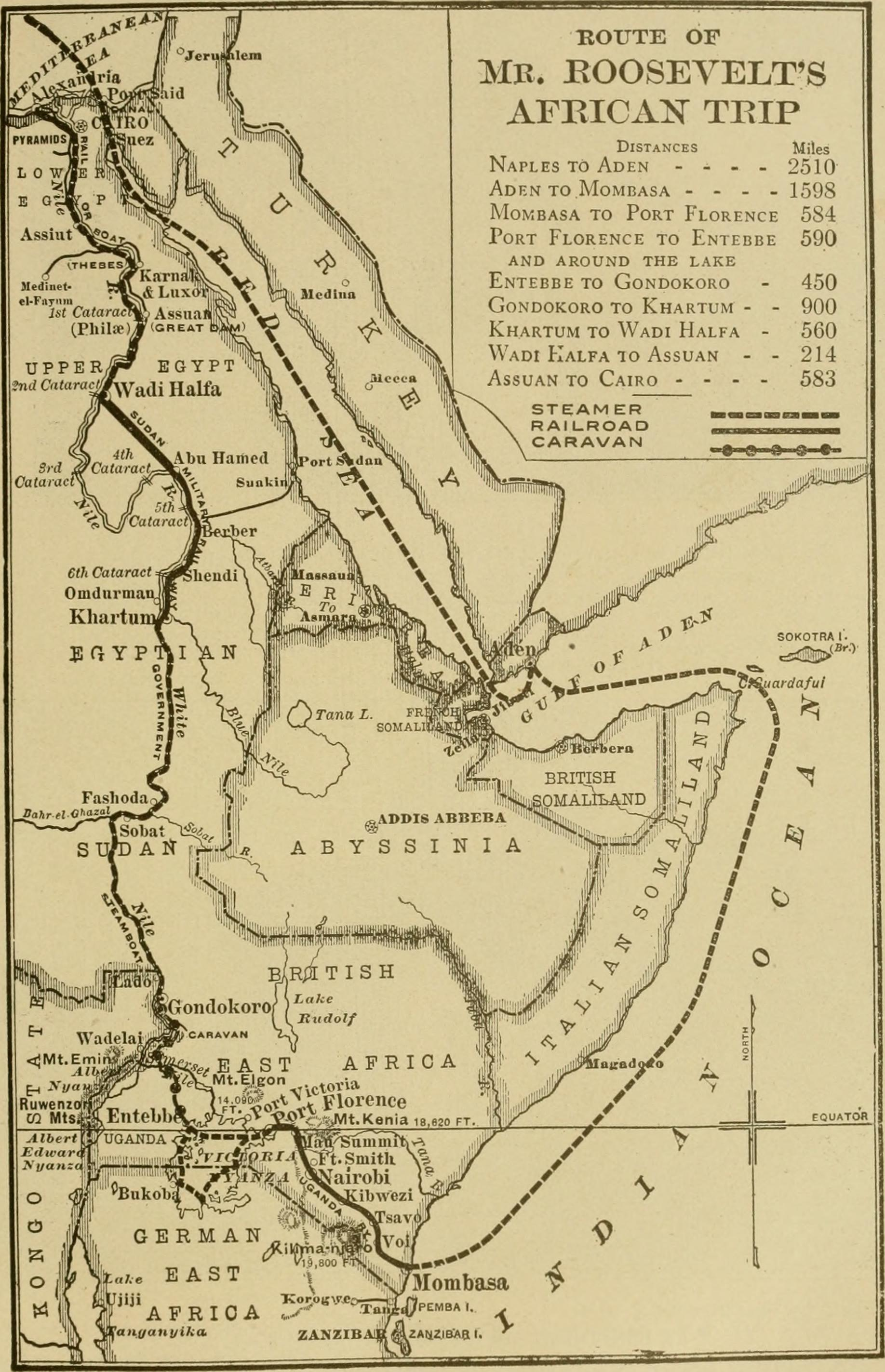
Route mit An- und Rückreise über das Mittelmeer

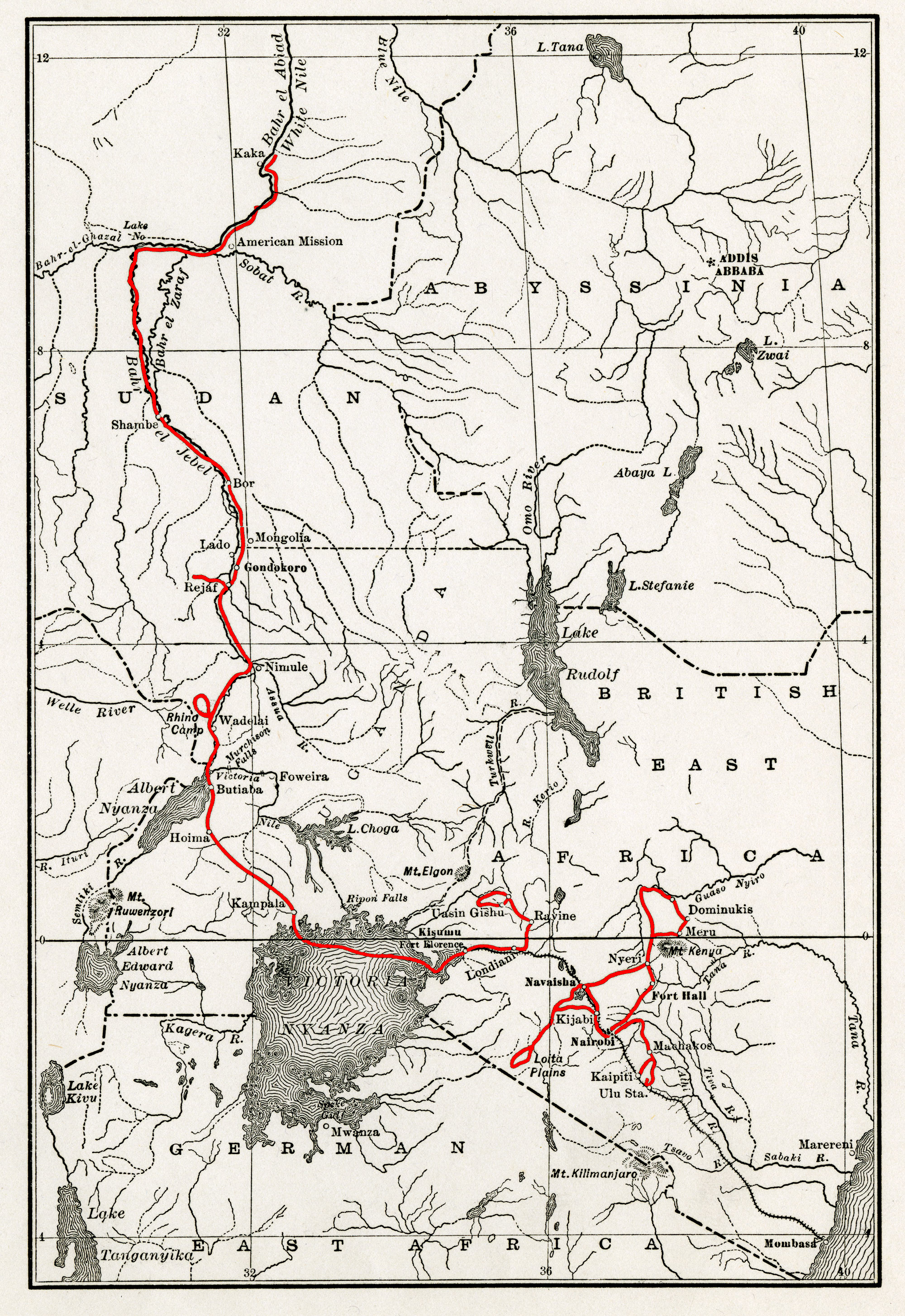
Detaillierte Karte der von der Gruppe genommenen Route. Aus den Papieren von Edmund Heller, Smithsonian Institution Archives.

Die Gruppe stach am 23. März 1909, kurz nach dem Ende von Roosevelts Präsidentschaft am 4. März, von New York City aus mit dem Reichspostdampfer Hamburg in See. Die Hamburg erreichte ihr Ziel in Neapel, wo die Gruppe an Bord der Admiral ging, einem Schiff unter deutscher Flagge, das ausgewählt wurde, weil es der Expedition erlaubte große Mengen an Munition zu laden. An Bord der Admiral traf Roosevelt auf Frederick Courteney Selous, einen langjährigen Freund, der zu seiner eigenen Afrika-Safari unterwegs war und viele der gleichen Gebiete durchquerte.
Die Gruppe reiste über den Suezkanal und das Rote Meer nach Aden, von wo aus Somalia und das Horn von Afrika umschifft wurden. Der Landgang erfolgte in Mombasa, Britisch-Ostafrika (heute Kenia). Nach den Safaris in Kenia wurde der Viktoriasee angesteuert und von Port Florence nach Entebbe überfahren. Die Expedition durchquerte dann angeschlossen an eine Karawane das heutige Uganda, betrat auch Belgisch-Kongo, und erreichte schließlich Gondokoro im heutigen Südsudan. Von hier aus reiste die Gruppe per Dampfschiff auf dem Nil nach Khartum im modernen Sudan. Von dort aus wurde die neue Bahnstrecke Khartum–Wadi Halfa nach Ägypten genutzt, dann wieder ein Dampfschiff nach Alexandria.
Finanziert von Andrew Carnegie und durch seine eigenen vorgeschlagenen Schriften, jagte Roosevelts Gruppe nach Exemplaren für die Smithsonian Institution und für das American Museum of Natural History in New York.

## Ergebnisse
Roosevelt und seine Gefährten töteten oder fingen etwa 11.397 Tiere. Nach Theodore Roosevelts eigener Zählung umfasste diese Zahl etwa 4000 Vögel, zweitausend Reptilien und Amphibien, 500 Fische und 4897 Säugetiere (andere Quellen geben diese Zahl mit 5103 an). Hinzu kamen Meeres-, Land- und Süßwassermuscheln, Krebse, Käfer und andere wirbellose Tiere und mehrere tausend Pflanzen. Die Zahl der naturkundlichen Exemplare belief sich auf insgesamt 23.151. Eine separate Sammlung wurde von ethnographischen Objekten angelegt. Die Katalogisierung des Materials dauerte acht Jahre. Die größeren Tiere, die von Theodore und Kermit Roosevelt erlegt wurden, sind auf den Seiten 457 bis 459 seines Buches African Game Trails aufgeführt. Die Gesamtzahl betrug 512, davon waren 43 Vögel. Die Zahl der erlegten Großwildtiere betrug 17 Löwen, 3 Leoparden, 7 Geparden, 9 Hyänen, 11 Elefanten, 10 Afrikanische Büffel, 11 (inzwischen sehr seltene) Spitzmaulnashörner und 9 Breitmaulnashörner. Die meisten der 469 übrigen großen Säugetiere waren 37 Arten und Unterarten von Antilopen. Die Expedition verzehrte 262 der Tiere, die benötigt wurden, um die große Anzahl von Trägern, die für die Expedition angestellt waren mit Frischfleisch zu versorgen. Tonnen von gesalzenen Tieren und deren Häute wurden nach Washington, D.C. verschifft; die Präparation nahm Jahre in Anspruch, und das Smithsonian teilte viele Duplikate mit anderen Museen. In Bezug auf die große Anzahl der entnommenen Tiere sagte Roosevelt: „Ich kann nur verurteilt werden, wenn die Existenz des Nationalmuseums, des American Museum of Natural History und aller ähnlichen zoologischen Institutionen verurteilt werden soll.“ Bei der Frage, ob die Menge der entnommenen Tiere exzessiv war, ist zu berücksichtigen, dass die Tiere über einen Zeitraum von zehn Monaten gesammelt und in einem Gebiet beschafft wurden, das sich von Mombasa über Kenia bis nach Uganda und in den Südsudan erstreckte – eine Entfernung von mehreren tausend Kilometern, die mit Abstechern zurückgelegt wurde. Die Vielfalt der gesammelten größeren Säugetierarten war so groß, dass nur wenige Individuen einer Art in einem bestimmten Gebiet erlegt wurden, und die gesammelten großen Säugetiere hatten eine vernachlässigbare Auswirkung auf die großen Wildherden, die zu dieser Zeit durch Ostafrika zogen. Unterstützer der Roosevelts haben darauf hingewiesen, dass die Zahl der erlegten Großwildarten für damalige Verhältnisse sehr bescheiden war: Viele weiße Jäger jener Zeit, wie z. B. Karamoja Bell, hatten jeweils über 1000 Elefanten erlegt, während die Roosevelts zusammen nur elf erlegten. Bei diesem Vergleich muss man bedenken, dass die weißen Jäger keine Exemplare für Museen sammelten, sondern gelegentlich von Landbesitzern angestellt wurden, um Tiere von Land zu räumen, das sie für Plantagen nutzen wollten und häufig als Elfenbeinjäger mit oder ohne Jagderlaubnis oder Lizenz.
Obwohl die Safari im Namen der Wissenschaft durchgeführt wurde, war sie ebenso sehr ein politisches und soziales Ereignis wie ein Jagdausflug; Roosevelt interagierte mit renommierten Berufsjägern und landbesitzenden Familien und traf viele Eingeborene und lokale Führer. Roosevelt wurde 1907, als er noch Präsident war, nach Zahlung einer Gebühr von 25 Dollar Mitglied auf Lebenszeit in der National Rifle Association. Er schrieb später einen detaillierten Bericht in dem Buch African Game Trails, in dem er die Aufregung der Jagd, die Menschen, die er traf, und die Flora und Fauna, die er im Namen der Wissenschaft sammelte, beschreibt.
Obwohl Theodore Roosevelt die Jagd sehr genoss, war er auch ein begeisterter Naturschützer. In African Game Trails verurteilt er „das Abschlachten von Wild so verwerflich wie jede Form von mutwilliger Grausamkeit und Barbarei“ (obwohl er anmerkt, dass „gegen jede Jagd auf Wild zu protestieren ein Zeichen von Weichheit des Kopfes, nicht von Solidität des Herzens ist“) und als Pionier des Wildnisschutzes in den USA unterstützte er voll und ganz die damaligen Versuche der britischen Regierung, Wildnisgebiete als Wildreservate auszuweisen, einige der ersten auf dem afrikanischen Kontinent. Er merkt an (Seite 17), dass „die britische Regierung mit der Schaffung des großen Wildreservats, durch das die Uganda-Eisenbahn verläuft, der Menschheit einen Segen erwiesen hat“, eine Haltung zum Naturschutz, die Roosevelt zu säen half und die schließlich in Form der großen Wildparks des heutigen Ostafrikas wuchs und erblühte.

## Weiterführende Lektüre
- TheodoreRoosevelt.com's account of the trip and review of African Game Trails with photos
- John Alden Loring: African adventure stories, 1914
- On Safari With Theodore Roosevelt, 1909 von Eye Witness to History.com